# Scapulomancie
La scapulomancie, ou spatulomancie (du latin spatula, « omoplate »), autrefois appelée omoplatoscopie, est une forme d’ostéomancie qui consiste en la divination par l’examen d'omoplates d’animaux, et par extension d’autres parties osseuses plates comme les plastrons de carapace de tortue (pour lesquels existe le terme « plastromancie », assez peu utilisé). Elle fut pratiquée dans de nombreux endroits du monde : Europe, Afrique du Nord, Proche et Moyen-Orient, Nord-Est asiatique et Amérique du Nord. Souvent, l’omoplate était soumise au feu ou au contact d’un objet chauffé et l'on observait l’aspect des craquelures ainsi causées ; on parle de pyroscapulomancie, une forme de pyromancie.

## Scapulomancie chinoise

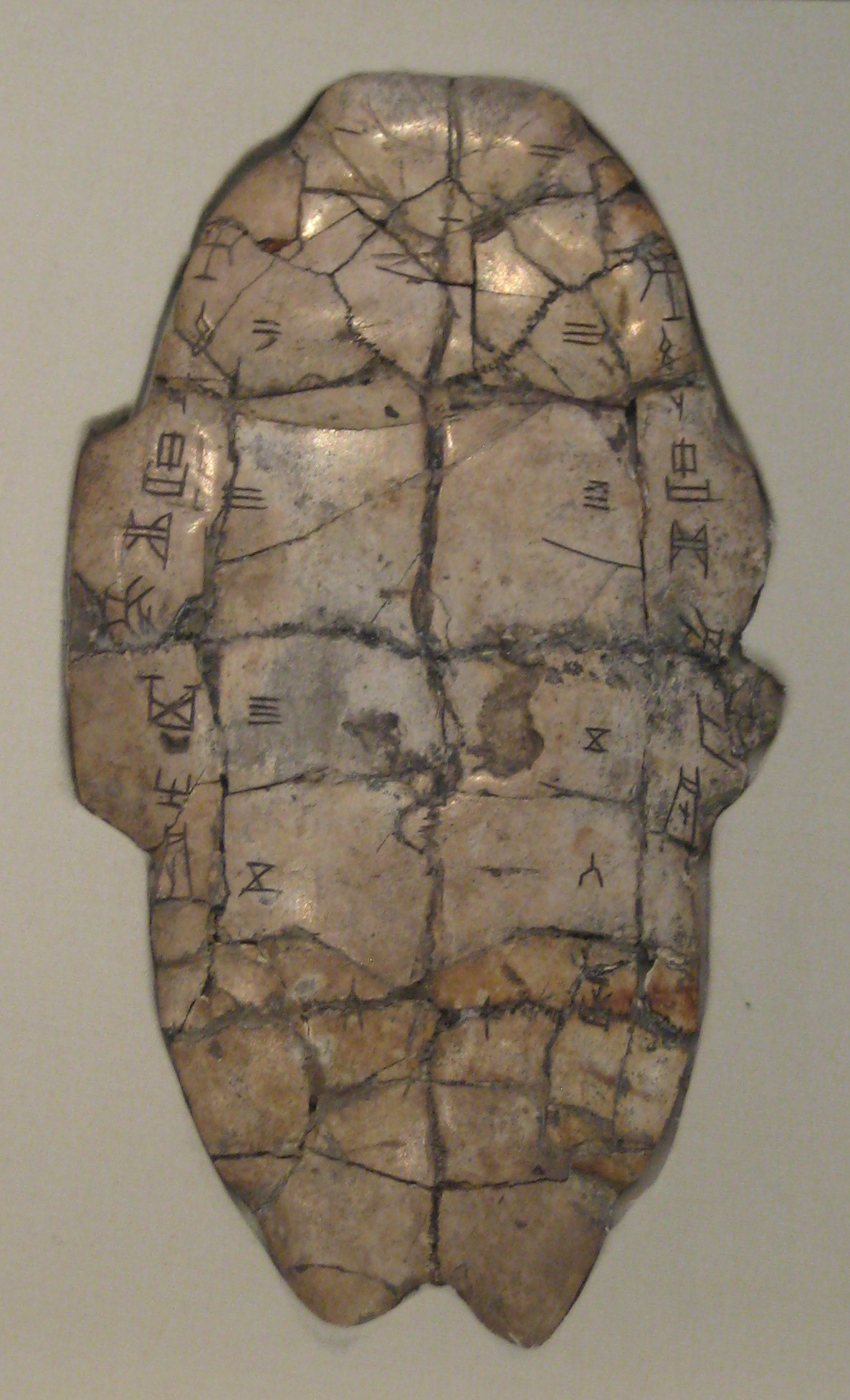
Plastron de tortue portant un commentaire de divination (Chine) dynastie Shang.

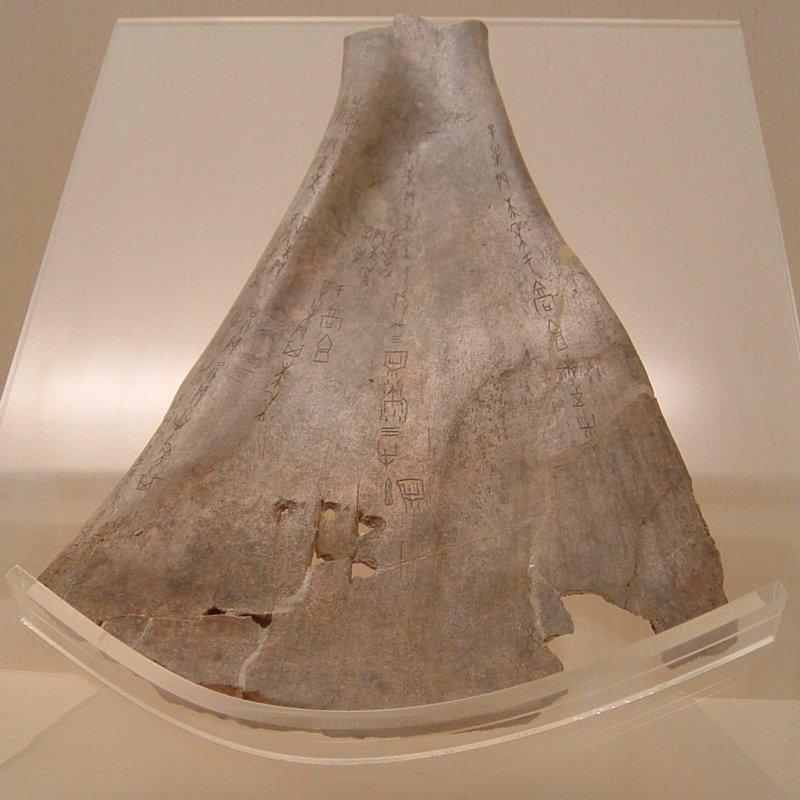
Omoplate portant des inscriptions divinatoires (Chine), dynastie Shang.

Une des formes les plus connues de scapulomancie (ou plastromancie) est celle pratiquée en Chine, en particulier sous la dynastie Shang (1765-1122 av. J.-C.), où elle est liée à l’invention des caractères et à l’apparition de la première forme certaine d'écriture chinoise, les jiǎgǔwén (甲骨文) ou écriture ossécaille, littéralement « écriture sur carapace et os ».
Les parties osseuses utilisées semblent avoir été tout d’abord des omoplates de bœuf, puis de plus en plus souvent des carapaces de tortue, fragments de carapace dorsale obtenus par sciage ou plastrons ventraux. L’aspect symbolique de la tortue qui porterait sur son dos une représentation du monde ou des ba gua, mentionné dès la fin des Zhou, a pu jouer. Occasionnellement, les supports provenaient d’autres os ou animaux, comme le mouton, le porc ou le cerf ; on a même retrouvé des fragments de crâne humain.
Une petite dépression en forme de cupule était creusée (sur la partie interne dans le cas des carapaces), puis une pointe chauffée y était appliquée, causant une craquelure dont le mot « divination » (en mandarin bǔ, probablement puk en chinois archaïque, caractère 卜), reproduirait la forme et le son. Plusieurs craquelures étaient produites sur le même fragment osseux.
Ce type de divination s’est pratiqué depuis le IVe millénaire av. J.-C. (découvertes au Liaoning) jusqu'à la fin de la dynastie Han (début du IIIe siècle) au plus tard. À l’exception d’un signe, ㄓ, évoquant un caractère ossécaille retrouvé sur un fragment de Erligang (二里崗) à Zhengzhou au Henan, les divinations ne sont commentées par écrit qu’à partir du milieu de la dynastie Shang (règne du roi Pangeng, 般庚, ~ 1350 av. J.-C.), et la majorité des inscriptions furent produites entre les XIIIe et XIe siècles av. J.-C.. Plus de 100 000 pièces écrites portant un total de quelque 4 000 caractères différents ont été mises au jour. À partir du XIe siècle av. J.-C., les divinations par scapulomancie se poursuivent mais sont rarement accompagnées de commentaires écrits et semblent devenir de moins en moins nombreuses, probablement remplacées par le système de divination à l’aide de tiges d’achillée millefeuille qui servira de base au Livre des mutations.
Les sujets soumis à la divination étaient variés, mais concernaient essentiellement les événements de la famille royale (naissance, décès, mariages), les expéditions militaires et demandes de tribut, le temps, les récoltes et les rituels à accomplir. À la grande époque de la scapulomancie Shang, plusieurs craquelures différentes étaient produites pour la même question, qui était tournée différemment à chacune (proposition affirmative ou négative, changement d’un détail de la phrase comme la date, etc.) car l’interprétation était binaire : auspicieux (jí, 吉) ou non auspicieux (xīong, 凶) ; quelquefois, plus d’un fragment était nécessaire pour le même sujet. Le commentaire mentionnait la date en jours exprimée dans le système sexagésimal, le nom du devin (qui était parfois le roi lui-même) et la proposition soumise à divination. On trouve quelquefois des précisions concernant la provenance des os ou carapaces, le nombre de divinations, la réponse du dieu Di (帝) ou des ancêtres, et même occasionnellement la justesse ou non de la prédiction. Les commentaires semblent avoir été tout d’abord écrits au pinceau (on en a retrouvé les traces) avant d’être gravés pour archivage, en principe sur la face opposée à celle où les cupules avaient été creusées, c’est-à-dire sur la face externe des plastrons.

## Autres régions
De nombreux sites archéologiques situés le long des côtes sud de la péninsule coréenne et des îles proches ont produit des omoplates de cerf et de porc utilisées pour la divination datant d'entre 300 av. J.-C. et 300-400 ap. J.-C.
Le Kojiki, le plus ancien livre d’Histoire du Japon, montre des dieux pratiquant la scapulomancie.
Ce type de divination était très courant à Babylone, ainsi qu'en Grèce antique et chez les Serbes (encore en vigueur chez les paysans serbes au XXe siècle).[réf. nécessaire]
La scapulomancie est pratiquée en Mongolie à l'aide d'osselets du jeu de shagai.